# Kenny Atkinson
Pour les articles homonymes, voir Atkinson.
Kenneth Neil « Kenny » Atkinson, né le 2 juin 1967, à Huntington, dans l'État de New York, est un joueur et entraîneur américain de basket-ball. Il évolue durant sa carrière au poste de meneur. Il est actuellement l'entraîneur principal de la franchise des Cavaliers de Cleveland au sein de la National Basketball Association (NBA).

## Biographie

### Nets de Brooklyn (2016-2020)
Atkinson fait ses débuts au sein de la NBA en tant qu'entraîneur le 26 octobre 2022 dans une défaite contre les Celtics de Boston. Il réalise une première saison avec un bilan final de 20-62. Sa seconde saison, avec de le départ du joueur star Brook Lopez, n'est que légèrement plus victorieuse avec 8 victoires de plus par rapport à la saison précédente et un bilan de 28-54.
Pour sa troisième saison avec l'équipe, il guide les Nets à la 6e place de la conférence Est et atteint les playoffs avec un bilan de 42-40 et D'Angelo Russell élu All-Star sur cette saison. Il s'incline au premier tour face aux 76ers de Philadelphie.
Après un démarrage plus difficile la saison suivante, le 7 mars 2020, après quatre saisons en tant qu'entraîneur principal des Nets de Brooklyn, il quitte la franchise d'un accord commun avec celle-ci.

### Rôle d'assistant

#### Clippers de Los Angeles (2020-2021)
Le 16 novembre 2020, il est engagé comme entraîneur assistant au sein du staff de Tyronn Lue pour la franchise des Clippers de Los Angeles.

#### Warriors de Golden State (2021-2024)
Le 13 août 2021, Atkinson rejoint officiellement les Warriors du Golden State comme adjoint de Steve Kerr. Il devient champion NBA lors de sa première saison en tant qu'adjoint aux Warriors.
Le 10 juin 2022, il est annoncé qu'il allait devenir le futur entraîneur des Hornets de Charlotte à partir de la saison 2022-2023. Cependant, il renonce finalement au poste d'entraîneur des Hornets pour rester entraîneur adjoint aux Warriors.

### Cavaliers de Cleveland (depuis 2024)
Le 28 juin 2024, les Cavaliers de Cleveland recrutent Atkinson comme entraîneur principal. L'équipe des Cavaliers débute la saison avec sa plus longue série de victoires de son histoire avec 15 victoires pour débuter la saison régulière. L'équipe perdra son premier match le 19 novembre 2024 face aux champions en titre, les Celtics de Boston.
En novembre et décembre 2024, il est élu entraîneur des premiers mois de compétition. Sur la même saison, Atkinson est choisi pour être entraîneur de l'équipe de la Conférence Est au NBA All-Star Game 2025. Les Cavaliers terminent à la première place de la Conférence Est et Kenny Atkinson est élu entraîneur de l'année. L'équipe des Cavaliers est néanmoins éliminée en demi-finale de conférence face aux futurs finalistes NBA, les Pacers de l'Indiana.

### Sélection nationale

#### Assistant de l'Équipe de France (depuis 2023)
Le 14 décembre 2023, il intègre l'encadrement de l'équipe de France masculine comme adjoint de Vincent Collet en remplacement de Laurent Foirest,. Il remporte la médaille d'argent lors des Jeux Olympiques de Paris en 2024 avec le staff de l'équipe de France.

## Palmarès

### Entraineur principal
- NBA Coach of the Year en 2025.
- Entraîneur du NBA All-Star Game en 2025.

### Entraineur assistant
- Champion NBA en 2022 avec les Warriors de Golden State.

## Statistiques en tant qu'entraîneur
Les statistiques de Kenny Atkinson en tant qu'entraîneur sont les suivantes :
| Participation en playoffs |

| Saison    | Équipe    | Saison régulière | Saison régulière | Saison régulière | Saison régulière | Saison régulière          | Playoffs | Playoffs  | Playoffs | Playoffs | Playoffs                                                            |
| Saison    | Équipe    | Matchs           | Victoires        | Défaites         | %                | Classement                | Matchs   | Victoires | Défaites | %        | Résultat                                                            |
| --------- | --------- | ---------------- | ---------------- | ---------------- | ---------------- | ------------------------- | -------- | --------- | -------- | -------- | ------------------------------------------------------------------- |
| 2016-2017 | Brooklyn  | 82               | 20               | 62               | 24,4             | 5e en division Atlantique | -        | -         | -        | -        | Pas de playoffs                                                     |
| 2017-2018 | Brooklyn  | 82               | 28               | 54               | 34,1             | 5e en division Atlantique | -        | -         | -        | -        | Pas de playoffs                                                     |
| 2018-2019 | Brooklyn  | 82               | 42               | 40               | 51,2             | 4e en division Atlantique | 5        | 1         | 4        | 20,0     | Défaite contre les 76ers de Philadelphie au premier tour            |
| 2019-2020 | Brooklyn  | 62               | 28               | 34               | 45,2             | Limogé                    | -        | -         | -        | -        | Pas de playoffs                                                     |
| 2024-2025 | Cleveland | 82               | 64               | 18               | 78,0             | 1er en division Centrale  | 9        | 5         | 4        | 55,6     | Défaite contre les Pacers de l'Indiana en demi-finale de conférence |
| 2025-2026 | Cleveland | -                | -                | -                | -                |                           | -        | -         | -        | -        |                                                                     |
| Carrière  | Carrière  | 390              | 182              | 208              | 46,7             |                           | 14       | 6         | 8        | 42,9     |                                                                     |